# جوزيف جاكسون (كاتب)
جوزيف جاكسون (بالإنجليزية: Joseph Jackson)‏ هو كاتب سيناريو أمريكي، ولد في 8 يونيو 1894 في وينشستر في الولايات المتحدة، وتوفي في 26 مايو 1932 في لاغونا بيتش في الولايات المتحدة بسبب غرق.

## وصلات خارجية
- جوزيف جاكسون على موقع IMDb (الإنجليزية)
- جوزيف جاكسون على موقع قاعدة بيانات الفيلم (الإنجليزية)